# NGC 6946
NGC 6946 is een balkspiraalstelsel in het sterrenbeeld Cepheus. Het hemelobject werd op 9 september 1798 ontdekt door de Duits-Britse astronoom William Herschel.

## Synoniemen
- UGC 11597
- MCG 10-29-6
- ZWG 304.6
- Arp 29
- IRAS 20338+5958
- PGC 65001